# Svorsk
Svorsk (švedski: svorska) je riječ iz norveške riječi svensk („švedski jezik”) i norsk (hrvatski: „norveški jezik” švedski: norska) i odnosi se na miješani međujezik (s jezikoslovne točke gledišta) švedskog i norveškog jezika. Primjerice kad je norveški jezik pomiješan sa švedskim posuđenicama ili frazama.
Fenomen nije neobičan, s obzirom na obostranu razumljivost dvaju susjednih jezika. Zbog zajedničkog podrijetla dva jezika iz Starog nordijskog jezika Šveđani i Norvežani mogu razgovarati „internordijski”. 
Miješanjem izraza na nekom drugom jeziku s namjerom olakšavanja razumijevanja sa stranim sugovornikom čest je fenomen. Sličan fenomen se odvija između tajlandskog jezika i Laoskog, portugalskog i španjolskog (Portuñol) ili češkog i slovačkog („čehoslovački jezik” ili „českoslovenčina”/„českoslovenština”).